# Заблудув (гмина)
Заблу́дув (пол. Zabłudów) — городско-сельская гмина (волость) в Польше, входит как административная единица в Белостокский повет Подляского воеводства. Население — 9112 человек (на 2011 год).

## Демография
Данные по переписи 2011 года:
| Перепись            | Всего | Мужчины | Женщины |
| ------------------- | ----- | ------- | ------- |
| Всего               | 9112  | 4561    | 4551    |
| Городское население | 2503  | 1219    | 1284    |
| Сельское население  | 6609  | 3342    | 3267    |

## Сельские округа
1. Алексиче
2. Боброва
3. Целушки
4. Давидовиче
5. Добжинювка
6. Фольварки-Мале
7. Фольварки-Тыльвицке
8. Фольварки-Вельке
9. Гнечуки
10. Халицке
11. Камёнка
12. Канюки
13. Колпаки
14. Ковалёвце
15. Козлики
16. Красне
17. Крыницке
18. Кухарувка
19. Кудрыче
20. Куряны
21. Ляшки
22. Лубники
23. Малынка
24. Миневиче
25. Новосады
26. Охремовиче
27. Ольшанка
28. Острувки
29. Пасынки
30. Павлы
31. Плоске
32. Протасы
33. Рафалувка
34. Рыболы
35. Жепники
36. Сески
37. Скрыбиче
38. Сольники
39. Татаровце
40. Зацише
41. Загрушаны
42. Заезерце
43. Зверки
44. Жуки
45. Жывково

## Поселения
1. Богданец
2. Боровики
3. Борсуковизна
4. Дойлиды-Колёня
5. Юзефово
6. Косчукувка
7. Лукяны
8. Рудница
9. Сломянка
10. Теодорово
11. Заблудув-Колёня
12. Загурки

## Соседние гмины
1. Белосток
2. Гмина Бельск-Подляски
3. Гмина Грудек
4. Гмина Юхновец-Косцельны
5. Гмина Михалово
6. Гмина Нарев
7. Гмина Супрасль